# Château du Montet
Le château du Montet est un château situé au-dessus du jardin botanique du Montet sur la commune de Vandœuvre-lès-Nancy en Lorraine.

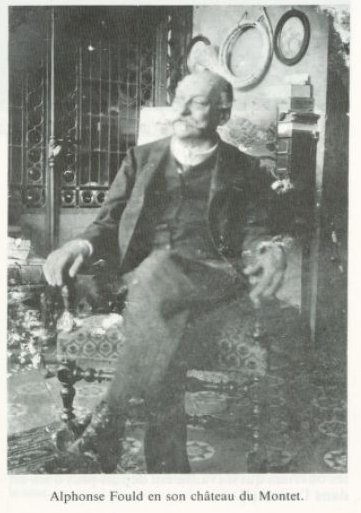
Alphonse Fould dans son château du Montet

## Histoire
Au VIe siècle, le domaine qui est alors la propriété du seigneur Médoald abrite une maison forte. 
Le duc Antoine de Lorraine cède ce domaine à son médecin en 1527, Jean Geoffroy, qui y fait construire une demeure de style gothique. Le clocher de la chapelle portait la date de 1600. L'édifice est détruit à la Révolution et une construction néo-gothique le remplace, en 1872. 
Au début du XXe siècle, le château est la propriété d'Alphonse Fould, maître de forges et propriétaire de la Société des hauts fourneaux, forges et aciéries de Pompey, qui en fait sa résidence secondaire, le rénove et le transforme.   C'est là qu'il décède le 8 octobre 1913,.
Aujourd'hui, il est la propriété de l'Université de Lorraine et sert de local aux services de publication assistée par ordinateur. La salle principale a été rénovée en 2007.
Il a hébergé l'association HERMES de 2004 à 2007.